# HD 216102
HD 216102，又名BD+62 2115，SAO 20253、HR 8683，是一颗恒星，视星等为6.06，位于銀經109.49，銀緯3.32，其B1900.0坐标为赤經22h 44m 57.8s，赤緯+62° 3.32′ 40″。